# 墨西哥短鰓燈魚
墨西哥短鰓灯鱼（学名：Nannobrachium idostigma）为輻鰭魚綱燈籠魚目灯笼鱼科的其中一種。分布于中太平洋東部熱帶海域，為深海魚類，棲息深度100-500公尺，體長可達9.6公分。